# Ronda de Pamplona Oeste
Este tramo de la A-15 denominado Ronda de Pamplona Oeste (cooficialmente, en euskera, Iruñeko Mendebaldeko Ingurabidea) es una autopista circunvalación de Pamplona. Tiene una longitud de 13 kilómetros y por un lado es un tramo libre de peaje de la autopista de Navarra (AP-15) y por otro un tramo de la ronda de Pamplona completado con la PA-30. Tiene su origen en el punto kilométrico 83,13 de la AP-15, en el municipio de Aranguren, y finaliza en el 96,20 en Berrioplano. A pesar de ser la principal vía de circunvalación de Pamplona, la autopista no discurre en ninguno de sus tramos por el municipio. Ésta transcurre, de norte a sur, por Berrioplano, Orcoyen, Cendea de Olza, Zizur Mayor, Cizur Menor, Galar y Aranguren.

## Tramos de Circunvalación de Pamplona
El cinturón de circunvalación de Pamplona consta de los siguientes tramos:
| Id.   | Inicio                       | Fin                              | Tipo de vía                                   | Longitud | Vía                                        |
| ----- | ---------------------------- | -------------------------------- | --------------------------------------------- | -------- | ------------------------------------------ |
| PA-30 | PA-31 Tajonar, Noáin         | N-135 Olaz                       | Vía desdoblada con características de autovía | 9,31 km  | Ronda este                                 |
| PA-30 | N-135 Olaz                   | N-121-A Ezcabarte                | Carretera de interés general                  | 3,25 km  | Variante de Arre                           |
| PA-30 | N-121-A Ezcabarte            | PA-34 Buztintxuri (Pamplona)     | Vía desdoblada                                | 6,86 km  | Ronda norte                                |
| PA-30 | PA-34 Buztintxuri (Pamplona) | NA-30 Orcoyen                    | Carretera de interés general                  | 1,80 km  | Ronda de Pamplona                          |
| PA-30 | NA-30 Orcoyen                | Nudo A-15 y NA-700 Arazuri       | Vía desdoblada                                | 2,27 km  | Variante de Orcoyen y Carretera de Etxauri |
| A-15  | PA-34 AP-15 Berrioplano      | PA-30 PA-31 AP-15 Tajonar, Noáin | Autopista                                     | 13,07 km | Ronda Oeste                                |

## Tramos
| Denominación | Tramo                                                        | Kilómetros | Año servicio |
| ------------ | ------------------------------------------------------------ | ---------- | ------------ |
| A-15         | Ronda de Pamplona Oeste Tramo: Noáin PA-30 - Berriozar PA-34 | 13,07      | 1991         |

## Salidas
| Esquema | Salida | Carriles | Sentido San Sebastián (ascendente)                                     | Sentido Zaragoza (descendente)                                         | Carriles |
| ------- | ------ | -------- | ---------------------------------------------------------------------- | ---------------------------------------------------------------------- | -------- |
|         | 83a    |          | PA-30 Noáin Huarte Aeropuerto                                          | PA-30 Huarte                                                           |          |
|         | 83b    |          | PA-31 Pamplona                                                         |                                                                        |          |
|         | 83     |          |                                                                        | PA-30 Huarte PA-31 Noáin Aeropuerto                                    |          |
|         | 85     |          | NA-6001 Pamplona oeste - Calle Esquíroz Esquíroz Cordovilla            | NA-6001 Pamplona oeste - Calle Esquíroz Esquíroz Cordovilla            |          |
|         | 88     |          | A-12 Pamplona oeste - Avenida de Aróstegui Zizur Mayor Estella Logroño | A-12 Pamplona oeste - Avenida de Aróstegui Zizur Mayor Estella Logroño |          |
|         | 89     |          | NA-30 Landaben                                                         | NA-30 Landaben                                                         |          |
|         | 92     |          | PA-30 Orcoyen NA-700 Arazuri                                           | PA-30 Orcoyen NA-700 Arazuri                                           |          |
|         | 97     |          | PA-34 Pamplona Berriozar N-240-A San Sebastián Vitoria Francia         |                                                                        |          |